# Ni Zhifu

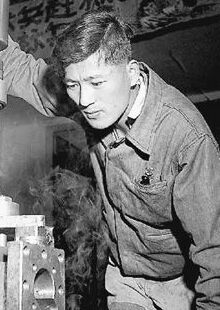
Ni Zhifu (1959)

Ni Zhifu (chinesisch 倪志福, W.-G. Ni Chih-fu; * Mai 1933 in Shanghai; † 24. April 2013 in Peking) war ein chinesischer Gewerkschaftsfunktionär und Politiker der Kommunistischen Partei Chinas (KPCh), der unter anderem zwischen 1977 und 1987 Mitglied des Politbüros der KPCh sowie von 1977 bis 1993 Vorsitzender des Gesamtchinesischen Gewerkschaftsbundes war. Darüber hinaus fungierte er zwischen April 1983 und März 1993 als stellvertretender Vorsitzender des Ständigen Ausschusses des Nationalen Volkskongresses und war als solcher einer der Vize-Staatspräsidenten der Volksrepublik China. Ferner war er zwischen 1984 und 1987 Sekretär des Parteikomitees von Tianjin.

## Leben
Ni Zhifu absolvierte von 1950 bis 1953 eine Berufsausbildung in der Detai-Maschinenfabrik in Shanghai und nahm anschließend im Juni 1953 eine Tätigkeit als Zerspanungsmechaniker in der Maschinenfabrik Nr. 618 Yongding in Peking auf. 1958 wurde er Mitglied der Kommunistischen Partei Chinas (KPCh). Während seiner Tätigkeit in der Maschinenfabrik Nr. 618 entwickelte er eine nach ihm benannte Bohrmaschine, die Leistung und Lebensdauer von Bohrern wesentlich verbessert hatte, und wurde für seine Verdienste 1959 mit dem Ehrentitel Modell-Arbeiter ausgezeichnet. Später erhielt er für die von ihm entwickelte Bohrmaschine 1964 den Nationalen Erfinder-Preis der Staatskommission für Wissenschaft und Technologie sowie 1966 die Goldmedaille der Weltorganisation für geistiges Eigentum.
Nachdem auf dem IX. Parteitag der Kommunistischen Partei Chinas (1. bis zum 24. April 1969) die Große Proletarische Kulturrevolution für beendet erklärt worden war, wurde Ni Mitglied des Zentralkomitee der Kommunistischen Partei Chinas (ZK der KPCh). Diesem Gremium gehörte er seinen Wiederwahlen auf dem X. Parteitag (24. bis 28. August 1973), dem XI. Parteitag (12. bis 18. August 1977) sowie dem XII. Parteitag (1. bis 12. September 1982), dem XIII. Parteitag (25. Oktober bis 2. November 1987), dem XIV. Parteitag (12. bis 19. Oktober 1992) und XV. Parteitag (12. bis 19. September 1997) bis zum 14. November 2002 an. Er war von 1973 bis 1976 stellvertretender Vorsitzender des Revolutionären Ausschusses von Peking zwischen 1976 und 1977 Zweiter Sekretär des Stadt-Parteikomitees von Shanghai.
Auf dem XI. Parteitag wurde Ni Zhifu am 18. August 1977 zudem zum Mitglied des Politbüros der KPCh und gehörte diesem obersten Führungsgremium der Kommunistischen  Partei bis zum 2. November 1987 an. Auf dem IX. Gewerkschaftskongress im Oktober 1978 wurde er Vorsitzender des Gesamtchinesischen Gewerkschaftsbundes und in dieser Funktion auf dem X. Gewerkschaftskongress im Oktober 1983 sowie auf dem XI. Gewerkschaftskongress im Oktober 1988 bestätigt. Er bekleidete dieses Amt bis zu seiner Ablösung durch Wei Jianxing auf dem XII. Gewerkschaftskongress im Oktober 1993. Zugleich war er zwischen Oktober 1978 und Oktober 1993 Sekretär der Parteiführungsgruppe des Gesamtchinesischen Gewerkschaftsbundes. Des Weiteren wurde er 1979 Vize-Minister in der Staatlichen Kommission für die Maschinenbauindustrie. Darüber hinaus fungierte er zwischen April 1983 und März 1993 als Stellvertretender Vorsitzender des Ständigen Ausschusses des Ständigen Ausschusses des Nationalen Volkskongresses und war als solcher einer der Vize-Staatspräsidenten der Volksrepublik China. Ferner übernahm er im Oktober 1984 von Chen Weida die Funktion als Sekretär des Parteikomitees von Tianjin und übte diese bis September 1987 aus, woraufhin Li Ruihuan seine Nachfolge antrat.